# 謝世謙
謝世謙（1952年—2025年1月16日），臺灣航空界人士，曾擔任華航集團董事長。

## 生平
謝世謙畢業於東吳大學經濟系，1979年進入華航，從基層做起。歷任會計處、客運處、華航台北分公司營業經理、高雄分公司總經理、台灣地區處長兼台北分公司總經理及行銷副總經理等職，也曾派駐國外，並調任先啟資訊與華儲公司等關係企業。
2016年6月，華航總經理張有恆因空服員罷工遭到解職，並由時任華儲公司董事長的謝世謙接任。
2019年4月，華航董事長何煖軒因機師罷工下台，謝世謙升任華航董事長並兼任華航總經理一職。
2025年1月15日，華航董座謝世謙雖連日因流感身體不適，下午還是如期出席與企業工會完成團體協約簽約儀式。
2025年1月16日，華航董座謝世謙因心肌梗塞猝死。
華航董座謝世謙在華航服務46年，從基層崗位一路升任至領導層，多次帶領華航度過危機。在勞資關係的處理上，華航董事長謝世謙始終堅持「全員一條心」的理念，並展現出獨特的親和力。2019年的機師罷工期間，他用流利的台語與工會代表溝通，展現「軟中帶硬」的談判特色。即使談判持續十多個小時，他依然保持親切態度，贏得「最懂華航的歐吉桑」美譽。

## 評價
評價「最懂華航的歐吉桑」。
華航董座謝世謙在華航服務46年，從基層崗位一路升任至領導層，一次次帶領華航度過危機。
在勞資關係的處理上，華航董事長謝世謙始終堅持「全員一條心」的理念，並展現出獨特的親和力。2019年的機師罷工期間，他用流利的台語與工會代表溝通，展現「軟中帶硬」的談判特色。即使談判持續十多個小時，他依然保持親切態度，贏得「最懂華航的歐吉桑」美譽。
謝世謙董事長在辭世前一日，2025年1月15日才出席華航與企業工會團體協約簽署儀式，在致詞時，他感謝華航企業工會對公司政策的支持，並肯定勞資雙方互信合作的成果。這份重視團隊、強調勞資和諧的態度，正是他在華航近半世紀職涯中始終堅持的信念。
當時雖因感冒戴上口罩，仍堅持完成簽約，成為他最後一次公開露面，員工深感惋惜不捨。

## 外部連結
- 董事長資訊.中華航空公司